# Ivan Krajíček
Ivan Krajíček (24. května 1940, Žilina – 5. června 1997, Bratislava) byl slovenský herec, zpěvák, komik, režisér, moderátor a bavič.

## Životopis
V pěti letech začal hrát na housle. Věnoval se i některým sportům např. hodu diskem, cyklistice, hokeji a jiným. Na Vysoké škole múzických umění v Bratislavě se přihlásil s Lucií Poppovou, kterou nepřijali, ale později se ve světě stala známou slovenskou operní pěvkyní. V letech 1957-1961 absolvoval Vysokou školu múzických umění v Bratislavě. V roce 1964 začal hrát v činoherním souboru Nové scény, později přešel do operetního souboru, kde se stal sólistou. Působil zde do roku 1975.
Jako všestranný umělec se věnoval herectví, zpěvu, moderování, kabaretu a pracoval také jako divadelní a televizní režisér. Během své vojenské služby potřeboval scénář na zábavný pořad. Tehdy dostal tip na Olda Hlaváčka, za kterým odjel do Mikulova, který zde byl na vojenské službě. Oldo Hlaváček mu napsal scénář pro tento pořad. Jejich vzájemná spolupráce přerostla do divadelní a kabaretní dvojice Krajíček & Hlaváček, kterou vymyslel Ivan Krajíček. Později tato komediální dvojice vystupovala v kabaretech, v rozhlasu i v televizi. Jejich nejznámějším pořadem byl Hostinec pod gaštanom, kde vytvořili dva slovenské gazdy (hospodáře).

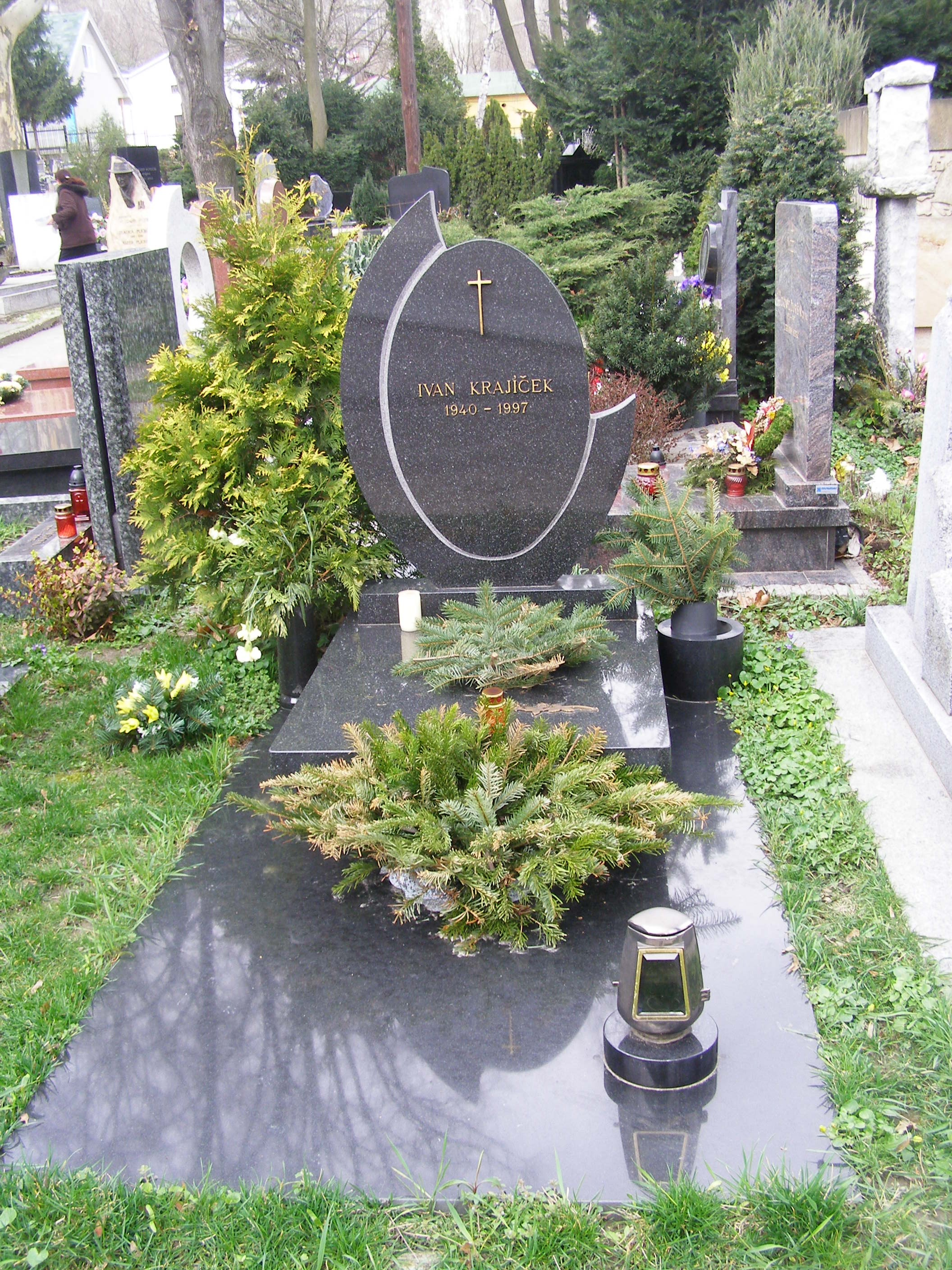
Hrob Ivana Krajíčka na hřbitově Slávičie údolie v Bratislavě

Jako režisér ztvárnil mnoho děl např. Ťululum (hudební komedie), Cyrano z predmestia (muzikál) a mnohé jiné. Pracoval v dabingu, v pořadech pro děti, moderoval různé soutěže, estrády, zábavné pořady jako např. Bratislavská lyra nebo Vtipnejší vyhráva. Později začal moderovat program Diskotéka pre starších a pokročilých, tato později změnila název na Smiem prosiť?. Na začátku 90. let 20. století vymyslel a moderoval úspěšnou písničkovou soutěž s názvem Repete. V tomto pořadu zpíval i svoje vlastní písně (např. Nebezpečná slečna, Mama, Cesta do neba, Kazačok, Oči čierne, Tulipán, Posledný flám, Song o skalnom kvete a jiné), zpíval i s jinými zpěváky a svými zábavnými výstupy i jinak bavil diváky. Tato soutěž byla velice úspěšná – např. v prvním kole přišlo do soutěže 16 tisíc korespondenčních lístků od diváků a na začátku roku 1993 přišlo do soutěže již 180 000 korespondenčních lístků. Tuto soutěž naposledy moderoval v únoru 1997 (po jeho smrti s jejich moderováním pokračovala Zora Kolínska).

## Ocenění
- Cena za herecký výkon na festivalu v Karlových Varech (Za postavu Cornelia v muzikálu Hello Dolly!)
- 1970 – Cena sympatie čtenářů slovenského časopisu Život

## Filmografie
- Čin Čin ..... vypravěč (hlas)
- 1964 – Všetko naopak ..... Honzík – (TV divadelní představení)
- 1964 – Dundo a tí druhí ..... Pomet – (TV inscenace)
- 1964 – Charleyho teta ..... Charley Wykehan – (TV inscenace)
- 1965 – Oko za oko .... prodavač v zlatnictví – (TV film)
- 1968 – Niet inej cesty ..... revolucionář
- 1968 – Nebeští jezdci .... mechanik
- 1969 – Generácia ..... Augustín Šerner – (TV film)
- 1969 – Láska neláskavá ..... Krištof
- 1970 – Eden a potom .....
- 1971 – Zaprášené histórie ..... Emi – (TV seriál, 6. snoubenka)
- 1972 – V stolnom meste Kyjeve ..... (TV film)
- 1976 – Sváko Ragan ..... (TV film)
- 1976 – Sváko Ragan 2 ..... (TV film)
- 1976 – Sváko Ragan 3 ..... (TV film)
- 1976 – Stratená dolina ..... Oskar
- 1978 – Smoliari ..... jako Remeň
- 1978 – Pustý dvor .....
- 1978 – Nie! ....jako Ero
- 1978 – Výmysly uja elektróna ..... (TV seriál)
- 1979 – Mišo ..... (TV film)
- 1981 – Zázračný autobus ..... (TV film)
- 1983 – Deravé vrecko ..... (TV film)
- 1984 – Rozprávky pätnástich sestier ..... (TV seriál)
- 1984 – Mišo .....
- 1986 – Polepetko ..... – (TV film)
- 1987 – Neďaleko do neba ..... Hugolín Gavlovič

## Dabing (hlas)
- 1981 – Plavčík a Vratko .... 1. král
- 1970 – Eden a potom .....

## Zpěv
- Repete – (TV)
- 1970 – Písničky roku – (TV)

## Divadelní role
- Revizor .....jako Chlestakov
- Grék Zorba
- 1992 – Husári (Pierre Aristid Bréal – Igor Bázlik) (Úprava: Milan Lasica, Július Satinský, Ivan Krajíček)

## Operetní a muzikálové role
- Modrá ruža .... Filip Plafón (autor – Gejza Dusík, alternace s Karolom Čálikem)
- Hrnčiarský bál ..... Floriš Stacho
- West Side Story ..... Riff
- Hello Dolly! .... Cornelius Hackl
- Zem úsmevov
- 1974 – Sľuby sa sľubujú (autor-Neil Simon) (Premiéra: 18.10.1974)

## Režie (film nebo divadlo)
- Tri krát tri je deväť (film)
- Košeliačik
- Snehulienka Tamara (TV film)
- 1973 – Ťululum
- 1974 – Sťopka a Šidielko (TV film)
- 1974 – Figliar Sťopka (TV film)
- 1976 – My sme malí muzikanti (TV seriál)
- 1977 – Cyrano z predmestia (muzikál) (premiéra 8 a 9. října 1977)
- 1985 – Tri krát tri je deväť (TV film)
- 1988 – Zlý sen(Divadlo)

## Moderování
- Diskotéka pre starších a pokročilých
- Smiem prosiť
- Repete
- Vtipnejší vyhráva – relaci moderoval s Mišom Vtipkárom (loutkou, kterou vedl a které hlasem byl Michal Hraška)
- 1978 – Móda nevyjde z módy – moderátoři: Ivan Krajíček a Kamila Magálová, účinkovali: Marika Gombitová, Pavol Hammel, Zora Kolínska, Dušan Grúň a další.

## Diskografie
- 1968 – Oči čierne – Ivan Krajíček a Sexteto Juraja Velčovského/Metelica – Zuzka Lonská – Supraphon – SP
- 1973 – Hostinec Pod gaštanom – Ivan Krajíček a Oldo Hlaváček – Opus -(Strana A -Stará vojna, Kúpele, Silvester, Strana B – Autika, Futbal, Ženy)
- 1984 – Opäť v Hostinci pod gaštanom – Ivan Krajíček a Oldo Hlaváček – Opus
- 1989 – Hostinec Pod gaštanom v Samoobsluhe zábavy 1 – Ivan Krajíček a Oldo Hlaváček – Opus
- 1990 – Hostinec Pod gaštanom v Samoobsluhe zábavy 2 – Ivan Krajíček a Oldo Hlaváček – Opus
- 1993 – Priamy prenos – Ivan Krajíček a Oldo Hlaváček – SQ Music
- 1999 – Hostinec Pod gaštanom I. – Ivan Krajíček a Oldo Hlaváček – Opus -(01. O inzerátoch/02. O kúpeľoch/03. O reštauráciách/04. O pletení/05. O pijaviciach/06. O dovolenke)
- 2003 – Halabala – Opus
- 2006 – 20 naj – Opus

## Kompilace
- 1977 – Drevená krava – Opus (Na námět lidových pohádek ze sbírky Pavla Dobšinského, účinkující: Karol Čálik, Marián Gallo, Oldo Hlaváček, Eva Krížiková, Zora Kolínska, Gustáv Valach, Ivan Krajíček, Ivan Stanislav)
- 1978 – Cyrano z predmestia – Opus
- 1982 – Vianočná rozprávka pre deti – Vianočná rozprávka pre rodičov – Opus
- 1991 – Zakliata hora – Opus (Na motivy pohádky Pavla Dobšinského)
- 1993 – Repete 1 – H&V Jumbo records  – 01. Re-pe-te/15.Re-pe-te
- 1994 – Repete 3 – H&V Jumbo records  – 01. Re-pe-te/04.Slovenské tango/11.Mama/14.Re-pe-te
- 1995 – Repete 4 – Ena records - 01. Re-pe-te/15.Re-pe-te
- 1995 – Repete 5 – Ena records - 01. Re-pe-te/15.Re-pe-te
- 1995 – Repete 6 – Ena records - 01. Re-pe-te/08.Svetová sláva/16.Re-pe-te
- 1995 – Repete 8 – Ena records - 01. Re-pe-te/16.Re-pe-te
- 1995 – Repete Gala – Ena records - 01.Re-pe-te/17.Mama/18.Slovenské Tango
- 1995 – Repete Gala 2 – Ena records - 01. Svetová Sláva
- 1995 – Repete Mega Dance Mix – Ena records
- 1997 – Soirée – Milan Lasica a Július Satinský – Bonton Music Slovakia
- 1998 – Nič nové na svete – RB – Radio Bratislava (MC)
- 2005 – Retrohity – Slovak Radio Records – 01. Svetová sláva
- 2007 – Největší slovenské hity 60. a 70. let – Popron Music  – 16. Ivan KRAJÍČEK – Nebezpečná slečna